# Невпорядковані системи
Невпорядкована система  (англ. disordered system) — конденсована макроскопічна система, в якій відсутній дальній порядок в розташуванні частинок. До невпорядкованих систем належать, зокрема, рідини, аморфні та склоподібні речовини. Не дивлячись на відсутність дальнього порядку, ближній порядок в таких системах може зберігатися .
Важливою закономірності невпорядкованих систем є властивість просторової однорідності в середньому та відсутність кореляції між значеннями величин, що характеризують невпорядкованість системи, в нескінченно віддалених одна від одної точках. Наслідком цього є самоусереднення питомих екстенсивних величин. Саме такі величини характеризують експериментально спостережувані фізичні властивості невпорядкованих систем.
Фізика невпорядкованих систем є одним з найважливіших розділів фізики конденсованих середовищ.

## Типи невпорядкованості
Ідеальний кристал, який в загальному складається з атомів кількох сортів, характеризується як геометричною правильністю положення всіх точок каркаса (трансляційна впорядкованість), так і регулярністю розташування атомів різних сортів (композиційний порядок).  З урахуванням цього в невпорядкованих системах можна виділити два можливих типи розупорядкування.
1. Композиційне розупорядкування.
У випадку композиційного розупорядкування трансляційна симетрія зберігається, однак порушена регулярність розташування атомів різних сортів. Такий тип невпорядкованості заведено називати композиційним. Прикладом може бути бінарний металічний сплав, у вузлах решітки якого можуть розташовуватися з певною ймовірністю атоми того чи іншого сорту.
2. Трансляційне розупорядкування.
У випадку трансляційного розупорядкування трансляційна симетрія каркаса відсутня, тобто відсутній дальній порядок, хоча ближній порядок зберігається. Такий тип невпорядкованості іноді називають структурним або топологічним. Так, наприклад, в структурах з тетраедричною координацією відсутність дальнього порядку може бути пов'язана з випадковістю розташування окремих тетраедрів, яке відрізняється від правильного їх розташування в кристалі.
В невпорядкованих системах порушення дальнього порядку може бути зумовлене композиційним, трансляційним або одночасно обома типами розупорядкування.

## Основні типи невпорядкованих систем
1. Рідини. В рідинах порушення трансляційної симетрії зумовлене тепловим рухом атомів та молекул.
2. Аморфні та склоподібні речовини. Порушення дальнього порядку зумовлені як типом структури, так і просторовими флуктуаціями в положенні атомів, які виникають в процесі виготовлення матеріалу.
3. Сильно леговані напівпровідники. Порушення дальнього порядку пояснюється хаотичним розташуванням домішкових атомів.
4. Невпорядковані металічні та напівпровідникові сплави. Порушення дальнього порядку зумовлюється тим, що в заданому вузлі ґратки з певною ймовірністю може бути атом будь-якого з компонентів сплаву.
5. Спінове скло. Властивості цих матеріалів зумовлені невпорядкованістю та неузгодженістю магнітних взаємодій між атомами. У твердих розчинах та сплавах, які містять магнітні атоми, виникає невпорядкованість в положенні їх спінів. Енергія спін-спінової взаємодії сильно залежить від відстані та може змінювати знак за невеликих варіацій  міжатомних відстаней. Такі системи називаються спіновим склом.
6. Поверхні кристалів. Порушення дальнього порядку пояснюється структурними дефектами самої поверхні та хаотично розташованими на ній адсорбованими атомами та молекулами.

## Фізичні властивості невпорядкованих систем
Через відсутність дальнього порядку для опису фізичних властивостей невпорядкованих систем не можна безпосередньо користуватися математичним апаратом, розвинутим для кристалів. Строго кажучи, в більшості невпорядковані системи знаходяться в термодинамічно нерівноважному стані. Однак, для невпорядкованих систем практично завжди існує відносно жорсткий каркас, який складається з атомів та іонів, на фоні якого реалізується динаміка швидших ступенів свободи  — електронів провідності, фононів тощо. Каркас може бути й жорстко не фіксованим, однак час його перебудови достатньо великий в порівнянні з характерним часом швидших процесів. Наприклад, в металічній рідині позиції іонів в кожний момент часу є рівноважними для легших і відповідно рухливіших електронів провідності.
Електричні та оптичні властивості невпорядкованих систем значною мірою зумовлені спільними для всіх невпорядкованих систем особливостями  — відсутністю просторової періодичності потенціальної енергії носіїв заряду та наявністю в ній випадкового поля. Важливим в сучасній фізиці невпорядкованих систем є положення про локалізацію електронів в таких системах. На ньому базуються основні уявлення про енергетичний спектр, кінетичні та інші електронні явища в таких системах. Вперше це положення сформульовав Філіп Андерсон в 1958 році і пізніше розвинув Невілл Френсіс Мотт, який встановив основні закономірності електронної теорії невпорядкованих систем.
В невпорядкованих системах потенціал електричного поля, в якому рухаються електрони, змінюється випадковим чином.  Електрони, енергія яких менша за максимальне значення потенціалу, локалізуються в потенціальних ямах, утворених випадковим полем. Якщо довжина локалізації невелика в порівнянні з відстанню між центрами локалізації, електрон з потенціальної ями тепловими коливаннями атомів може бути перекинутий в сусідню потенціальну яму, в якій можуть існувати локалізовані стани з близькою енергією.  Таке перенесення електронів називається стрибковим транспортом і реалізується, наприклад, в аморфних напівпровідниках. Інша особливість електронного переносу в невпорядкованих середовищах зумовлена існуванням критичної концентрації домішок, за якої провідник за нульової температури перетворюється в діелектрик. В невпорядкованих середовищах також проявляються квантово-механічні явища, нехарактерні для кристалів, зокрема, явища слабкої локалізації та міжелектронної інтерференції, які, серед іншого, призводять до появи в таких матеріалах негативного магнітоопору, аномальної поведінки електроопору зі зміною температури, зростання інтенсивності розсіяння світла назад в колоїдних розчинах (слабка локалізація електромагнітних хвиль) тощо.